# Żmuda (herb szlachecki)

Podstawowa wersja herbu Żmuda

Żmuda (Zmuda, Schmude, Pietyrog odmienny) – kaszubski herb szlachecki. Według Przemysława Pragerta jest to odmiana herbu Pietyróg.

## Opis herbu
Herb występował przynajmniej w czterech wariantach. Opisy z wykorzystaniem zasad blazonowania, zaproponowanych przez Alfreda Znamierowskiego:
Żmuda I (Zmuda, Schmude, Pietyrog odmienny): W polu czerwonym heksagram złoty z dwóch przeplecionych wzajemnie trójkątów. Klejnot: nad hełmem bez korony ptak (gołąb) srebrny stojący. Labry czerwone, podbite złotem.
Żmuda Ia (Zmuda, Schmude, Pietyrog odmienny): Pole srebrne, godło czarne, na hełmie korona, klejnot: ptak nieokreślony, czarny. Labry czarne, podbite srebrem.
Żmuda Ib (Zmuda, Schmude, Pietyrog odmienny): Godłem jest pentagram srebrny. Klejnot nad hełmem w koronie: ptak nieokreślony, czarny. Labry czerwone, podbite srebrem.
Żmuda Ic (Ciemiński IV, Pietyrog odmienny): Jak Ia, ale klejnot tautologiczny.
Żmuda Id (Schmude Ciemiński IVa, Pietyrog odmienny): Jak Ia, ale klejnot: nad hełmem bez korony ptak (gołąb) srebrny z gałązką oliwną w dziobie.

## Najwcześniejsze wzmianki
Wariant podstawowy odnotowali: Nowy Siebmacher, Emilian Szeliga-Żernicki (Der polnische Adel, Die polnische Stamwappen), Bagmihl (Pommersches Wappenbuch) i Benno von Winckler (Die nationalitaten Pomerellens). Wariant Ia wymieniany przez Siebmachera i Herberta Schmude (Beitrage zur Geschichte der geschlechts von Schmude). Wariant Ib wymieniany przez Siebmachera. Wariant Ic wymieniany przez Żernickiego (DPA.). Wariant Id wymieniany przez Schmudego, miał ustalić się w jednej gałęzi Zmudów w XIX wieku. W wieku poprzednim, wariant ten nie miał gałązki oliwnej w klejnocie.

## Herbowni
Używany przez rodzinę Zmuda (Żmuda, Schmude, Smuda, Smude) z różnymi nazwiskami (wówczas Zmuda pełni rolę przydomka) jak i bez dodatkowych nazwisk. W niektórych przypadkach udało się przyporządkować konkretne warianty herbu konkretnym gałęziom rodu. Wariantu I mieli używać Zmudowie początkowo bez nazwiska odmiejscowego, zaś później z nazwiskiem Trzebiatowski. Wariant Ia miał być powszechny dla Zmudów-Trzebiatowskich, Zmudów-Ciemińskich, Zmudów bez przydomka i zniemczonych Schmudów. Wariant Ic miał przynależeć Zmudom-Ciemińskim. Wariant Id używany był przez Zmudów z działu A w Ciemnie, być może też używających nazwiska Ciemiński.
Kaszubskiej rodzinie Zmuda przypisywano jeszcze szereg innych herbów: Pietyróg (być może błędnie, przez podobieństwo godła do herbu własnego), Żmuda II, Żmuda III.